# Горкијски рејон
Горкијски рејон (блр. Горацкі раён; рус. Го́рецкий райо́н) је административна јединица другог нивоа у северном делу Могиљовске области на крајњем истоку Републике Белорусије. 
Административни центар рејона је град Горки.

## Географија
Горкијски рејон обухвата територију површине 1.284,31 км² и на 15. је месту по површини у Могиљовској области. На југу је ограничен са три рејона Могиљовске области (Шкловски, Дрибински и Мсциславски рејон), на северу су Аршански и Дубровенски рејони Витебске области док је на истоку Смоленска област Руске Федерације.
Рејон обухвата подручје благо заталасаног Белоруског побрђа. Најважнији водоток је река Проња са својим притокама (десна притока Сожа).
Клима је умереноконтинентална са јануарским просеком од −7,5°C до —8°C, јулским од 17,5°C до 18°C. Просечна количина падавина на годишњем нивоу је око 650 мм, а максимум је током летњег дела године (највлажнији месец је јул). Дужина вегетационог периода је у просеку око 185 дана, док је без мраза око 150 дана годишње.

## Историја
Рејон је основан 17. јула 1924. године. 

## Демографија
Према резултатима пописа из 2009. на том подручју стално је било насељено 47.800 становника или у просеку 37,22 ст/км², од чега око 70% живи у урбаним срединама. 
Основу популације чине Белоруси (90,85%), Руси (5,67%) и остали (3,48%).
На подручју целог рејона постоји укупно 180 насељених места. Рејон је административно подељен на 11 сеоских општина, а једино градско насеље које је уједно и административни центар је град Горки.